# Serviço Divino
O Serviço Divino (alemão: Gottesdienst) é um título dado à liturgia eucarística como usada nas várias igrejas evangélicas luteranas. A terminologia tem raízes na Missa Pré-Tridentina, conforme revisada por Martinho Lutero na Formula missae ("Formulário da Missa") dele de 1523 e na Deutsche Messe ("Missa Alemã") dele de 1526. Foi posteriormente desenvolvido através das Kirchenordnungen ("ordens da igreja") dos séculos XVI e XVII que seguiram a tradição de Martinho Lutero.

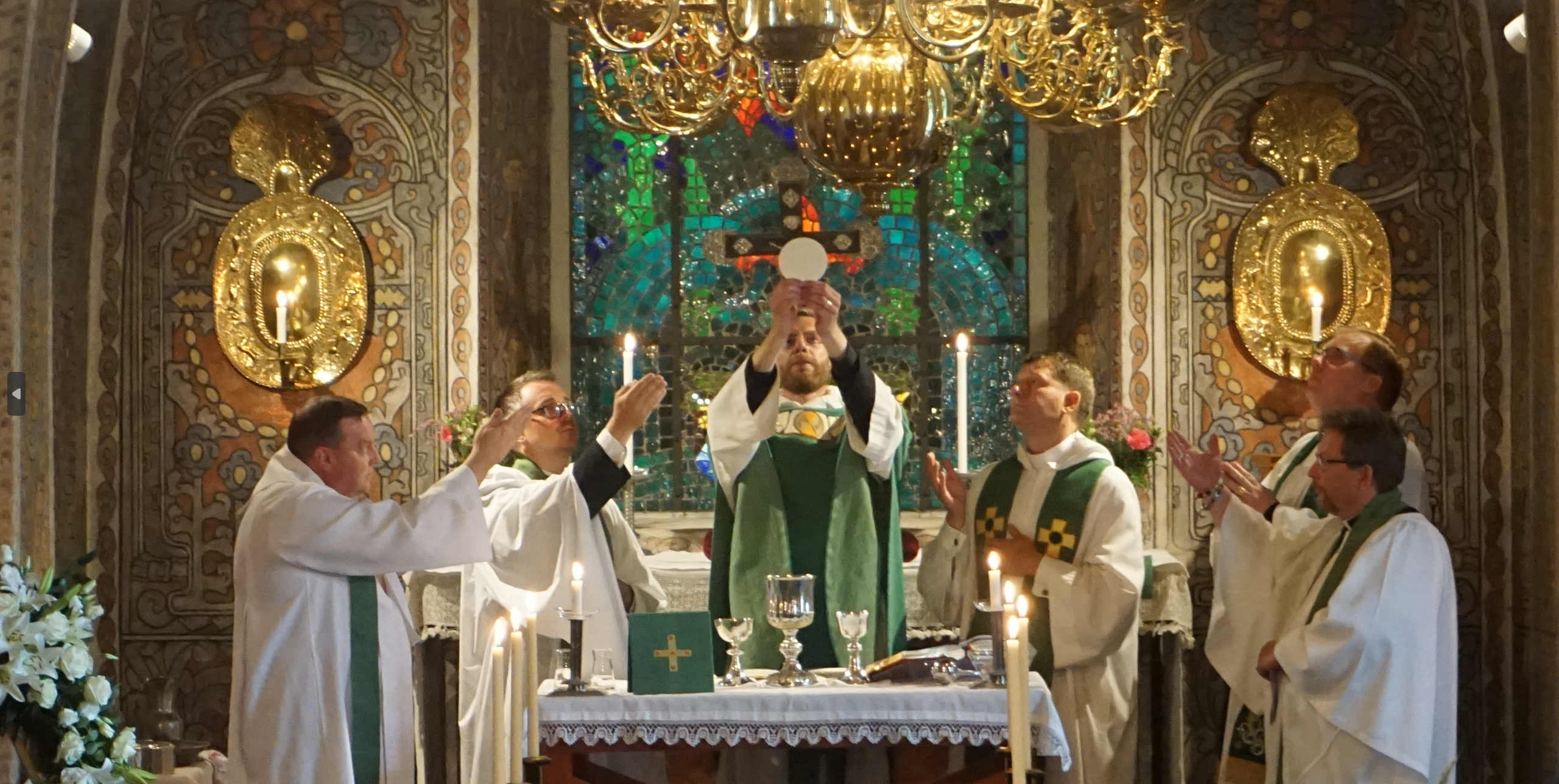
Pastores luteranos consagram e elevam, hóstia durante a Santa Ceia em um Serviço Divino de perfil "Alta Igreja" da Igreja da Suécia

O termo "Serviço Divino" é comumente usado entre as igrejas e organizações evangélicas luteranas mais tradicionais dos Estados Unidos e do Canadá. Em corpos eclesiásticos fortemente influenciadas pelos movimentos ecumênicos e litúrgicos do século XX, como a Evangelical Lutheran Church in America, os termos "Holy Communion" ou "the Eucharist" são usados com mais frequência.
Outros ritos e angélicos luteranos também estão em uso, como aqueles usados nas Igrejas Luteranas de Rito Bizantino, como a Igreja Luterana Ucraniana e a Igreja Evangélica da Confissão de Augsburgo na Eslovênia. Nessas Igrejas, o termo "Divina Liturgia" é usado.
No Brasil, o nome comumente dado à liturgia luterana em geral é apenas culto.

## Definição e origens
Nas partes do luteranismo norte-americano que o utilizam, o termo "Serviço Divino" suplanta nomes luteranos mais comuns para a missa em inglês: "The Service" (O Serviço) ou "The Holy Communion" (A Sagrada Comunhão). O termo é um calque da palavra alemã Gottesdienst (literalmente "Serviço a Deus" ou "serviço de Deus"), a palavra alemã padrão para adoração.
O genitivo alemão em "Gottesdienst" é indiscutivelmente ambíguo. Pode ser lido como um genitivo objetivo (serviço prestado a Deus) ou um genitivo subjetivo ("serviço" de Deus às pessoas). Embora o genitivo objetivo seja etimologicamente mais plausível, escritores evangélicos luteranos frequentemente destacam a ambiguidade e enfatizam o genitivo subjetivo.  Acredita-se que isso reflita a crença, baseada na doutrina luterana sobre a justificação, de que o principal ator no Culto Divino é o próprio Deus e não o homem, e que no aspecto mais importante do culto evangélico Deus é o sujeito e nós somos os objetos: que a Palavra e o Sacramento são dons que Deus dá ao povo d'Ele em sua adoração.
Embora o termo Missa tenha sido usado pelos primeiros luteranos (a Confissão de Augsburgo afirma que "nós não abolimos a Missa, mas a mantemos e defendemos religiosamente") e as duas principais ordens de adoração de Martinho Lutero sejam intituladas "Formula Missae" e "Deutsche Messe", tal uso diminuiu nas Américas, exceto entre os católicos evangélicos e os "luteranos High Church". Além disso, os luteranos historicamente usaram os termos "Gottesdienst" ou "O Serviço" para distinguir seu Serviço da adoração de grupos protestantes, que tem sido visto como focado mais nos fiéis trazendo louvor e ação de graças a Deus. Na Igreja Luterana da Finlândia, o termo Missa (em finlandês: ”Messu”) ainda é usado.

### Estados Unidos
A liturgia evangélica luterana atualmente usada nos Estados Unidos remonta o desenvolvimento dela ao trabalho de Beale M. Schmucker, George Wenner e Edward Horn. O trabalho deles ocorreu no contexto de um reavivamento confessional estadounidense mais amplo. Entre 1876 e 1883, vários sínodos evangélicos luteranos expressaram interesse em criar um culto de adoração comum. Isso levou à criação de um Comitê Conjunto em 1884, que incluía representantes do Sínodo Geral e do Conselho Geral, os dois grupos panluteranos dominantes.  Este comitê nomeou Schmucker, Wenner e Horn, que começaram o trabalho deles em abril de 1884. Um ano depois, eles trouxeram um rascunho para a convenção do Sínodo Geral que modificou e aprovou a seguinte ordem: Introit, Kyrie, Gloria in Excelsis, Collect, Epistle, Gradual with Alleluia (ou Tract durante a Quaresma), Gospel, Nicene Creed, Sermon, General Prayer, Preface, Sanctus and Benedictus qui Venit, Exhortation to Communicants, Father's Prayer and Words of Institution, Agnus Dei, Distribution, Collect of Thanksgiving, Nunc Dimittis, Benedicamus Domino, Benediction. Em 1887, os três homens apresentaram seu rascunho final ao Joint Committee. Este rascunho final usou a linguagem da versão King James e as traduções anglicanas (Livro de Oração Comum) do Kyrie, Gloria, Creeds, Prefaces, Father's Prayer e Collects. Também incluiu o Nunc Dimittis como uma opção. O rascunho final, com pequenas edições, foi aprovado pelos vários sínodos em 1888 e ficou conhecido como The Common Service, tendo formado a base para todos os principais hinários e livros de adoração luteranos até o final do século XX.
A Igreja Luterana - Sínodo de Missouri aceita 5 arranjos ou ritos litúrgicos históricos para o Serviço Divino:
| Serviços 1 e 2 | Serviço 3 | Serviço 4 | Serviço 5                                                                                           |
| --- | --- | --- | --------------------------------------------------------------------------------------------------- |
| Apresentam textos idênticos, mas com música diferente. Essas versões atualizadas do rito luterano foram criadas na década de 1970 para inclusão em um novo hinário. Introduzem novos cânticos, além de uma versão estendida do Kyrie. As traduções modernas dos cânticos são o resultado da colaboração de um comitê ecumênico. | O Serviço Comum (1888). A música combina antigas melodias luteranas alemãs com raízes na Idade Média e tons de cantos anglicanos em quatro partes. Os textos tradicionais dos hinos vêm do Livro de Oração Comum, com modernizações sutis em lugares onde as palavras não são cantadas. | Uma versão mais simplificada do serviço, originalmente preparada para o Suplemento do Hinário 98. Seguindo o modelo da Missa alemã de Lutero, emprega hinos em vez de cânticos, embora estes sejam de um estilo mais moderno. Assim como no Serviço Cinco, não é fornecida música de canto para o diálogo entre o pastor e a congregação. | Baseia-se na Missa alemã de Lutero (1526), utilizando hinos luteranos clássicos em vez de cânticos. |

## Liturgias luteranas de rito oriental
O rito predominante usado pelas Igrejas Luteranas é o ocidental, baseado na Formula Missae ("Formulário da Missa"), embora outras liturgias luteranas também sejam usadas, como aquelas usadas nas Igrejas Luteranas de Rito Bizantino, como a Igreja Luterana Ucraniana e a Igreja Evangélica da Confissão de Augsburgo, na Eslovênia.